# 制惡見論
《制恶见论》，为玄奘三藏于印度所作，以破正量部之恶见。
玄奘途经曲女城，因戒日王之请，“无遮”大会上，讲述《制恶见论》要旨，竖立“真唯识量”论式，获“大乘天”、“解脱天”之美誉。